# Иринарх (Шигин)
Иринарх Шигин (ум. 1806) — игумен Русской православной церкви.

## Биография

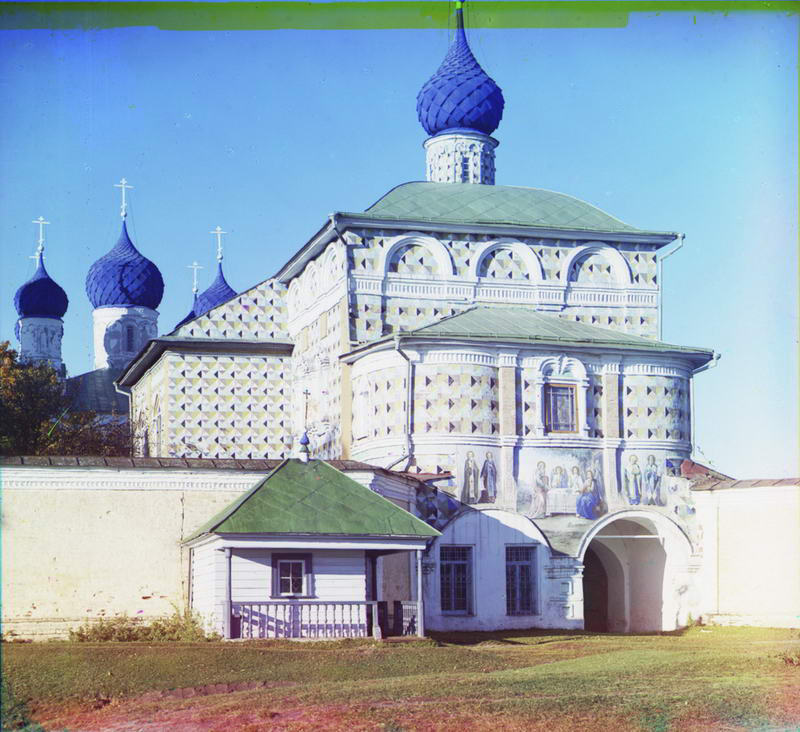
Макарьево-Унженский монастырь
(фото С. М. Прокудин-Горский)

О его мирской жизни сведений почти не сохранилось, известно лишь, что Шигин был сыном купца из Кинешмы. 
В 1784 году Шигин принял монашеский постриг в Свято-Успенской Флорищевой пустыни с именем Иринарх и проходил при обители различные послушания. 
В 1791 году Иринарх Шигин был назначен строителем Богородицкого Игрицко-Песоченского монастыря Костромской епархии, а 8 октября 1800 года был перемещен в Макарьево-Унженский монастырь, где и скончался скоропостижно от удара 26 марта (7 апреля) 1806 года. 
Во время управления монастырем он состоял благочинным и присутствующим в Унженском духовном правлении. 
Отец Иринарх был характера неуживчивого; по словам митрополита Евгения он имел приказную ссору почти со всем светом, начиная с преосвященного и кончая своими келейниками; не раз судился он и с местными крестьянами из-за земли, однако ввереный ему Песоченский монастырь Иринарх Шигин за время своего настоятельства «значительно обогатил».